# Deborah Martin-Downs
Deborah Martin-Downs es una bióloga acuática canadiense que se especializa en peces y sus entornos. Ha trabajado en ecología y conservación durante más de 30 años en Toronto como consultora y directora de la Autoridad de Conservación de la Región y de Toronto (TRCA). Actualmente es directora administrativa de la Autoridad de Conservación de Credit Valley y supervisa proyectos de conservación ambiental en Toronto y sus alrededores.

## Trayectoria
Martin-Downs creció en Canadá y se interesó por las cuestiones medioambientales mientras estaba en la escuela secundaria.  Completó una licenciatura en biología y estudios ambientales en la Universidad de Waterloo en 1979. Trabajó como consultora ambiental, primero como bióloga acuática asistente en Ecoplans y luego como parte de la Estrategia de Manejo de Cuencas Hidrográficas del Área de Toronto (TAWMS) hasta 1982,  cuando recibió una beca del Consejo de Investigación en Ingeniería y Ciencias Naturales.  Regresó a la escuela y en 1984 obtuvo una maestría en zoología en la Universidad de Toronto .  Su tesis evaluó las especies biológicas del río Credit y formuló recomendaciones para una estrategia de gestión del agua. Después de completar su carrera, Martin-Downs obtuvo la aprobación del Ministerio de Medio Ambiente para realizar un estudio similar al que cubrió en su tesis para el río Don. 
Entre 1985 y 1989 organizó y administró un proyecto en conjunto con la Autoridad de Conservación de la Región y de Toronto (TRCA) y el Ministerio de Recursos Naturales, que desarrolló recursos recreativos en sitios de agua urbanos. El programa creó actividades educativas y de ocio sobre los recursos pesqueros con el objetivo de conseguir el apoyo de la comunidad para la rehabilitación ambiental de estanques y cursos de agua urbanos. Ante los recortes presupuestarios, se convirtió en consultora ambiental de Gartner Lee Associates en 1989, trabajando en proyectos en todo Ontario y en algunos lugares de Columbia Británica, Terranova y el Yukón . Se convirtió en directora de Garnter Lee en 1994 y dirigió su Equipo de Planificación Ambiental  durante una década antes de convertirse en Directora de la División de Ecología de TRCA en 2005.    Durante su mandato en la TRCA, Martin-Downs continuó los esfuerzos de conservación del río Don,   y trabajó con otras agencias gubernamentales para mejorar el desempeño en "la calidad del agua y el aire, las emisiones de carbono, la desviación de desechos, el uso de la tierra y la biodiversidad". 
En agosto de 2013, Martin-Downs se convirtió en directora administrativa de Credit Valley Conservation Authority,    donde trabaja en un proyecto de desarrollo de conservación para la frontera entre Etobicoke y Mississauga como parte de Lakeview Waterfront . Proyecto Conexión .  También es miembro del Greenbelt Council de Ontario desde abril de 2018. Martin-Downs es voluntario en la Asociación de Lagos Muskoka y se desempeña como vicepresidente. En enero de 2018, Martin-Downs se convirtió en director del Centro de Agua Limpia de Walkerton. Martin-Downs recibió un título honorífico de la Universidad de Lakehead en 2018.  En 2018 se publicó una biografía de Martin-Downs llamada "Deborah Martin-Downs, directora administrativa de Credit Valley Conservation Authority". 